# Australoheros acaroides
Australoheros acaroides är en fiskart som först beskrevs av Hensel, 1870.  Australoheros acaroides ingår i släktet Australoheros och familjen Cichlidae. Inga underarter finns listade.